# Mistrzostwa Europy w Piłce Nożnej 2000 (eliminacje)/Grupa 9
W Grupie 9 eliminacji do Euro 2000 o awans walczyło 6 zespołów:
- Szkocja
- Czechy
- Litwa
- Bośnia i Hercegowina
- Wyspy Owcze
- Estonia

Zespoły rozegrały mecze w systemie każdy z każdym u siebie i na wyjeździe. Zwycięzca grupy awansował na Euro 2000, a druga drużyna zagrała w barażach.

## Tabela
| Lp. | Drużyna              | M  | Mecze | Mecze | Mecze | Bramki | Bramki | Bramki | Pkt |
| Lp. | Drużyna              | M  | W     | R     | P     | +      | −      | +/−    | Pkt |
| --- | -------------------- | -- | ----- | ----- | ----- | ------ | ------ | ------ | --- |
| 1.  | Czechy               | 10 | 10    | 0     | 0     | 26     | 5      | +21    | 30  |
| 2.  | Szkocja              | 10 | 5     | 3     | 2     | 15     | 10     | +5     | 18  |
| 3.  | Bośnia i Hercegowina | 10 | 3     | 2     | 5     | 14     | 17     | −3     | 11  |
| 4.  | Litwa                | 10 | 3     | 2     | 5     | 8      | 16     | −8     | 11  |
| 5.  | Estonia              | 10 | 3     | 2     | 5     | 15     | 17     | −2     | 11  |
| 6.  | Wyspy Owcze          | 10 | 0     | 3     | 7     | 4      | 17     | −13    | 3   |

|                      | Czechy | Szkocja | Bośnia i Hercegowina | Litwa | Estonia | Wyspy Owcze |
| -------------------- | ------ | ------- | -------------------- | ----- | ------- | ----------- |
| Czechy               | X      | 3:2     | 3:0                  | 2:0   | 4:1     | 2:0         |
| Szkocja              | 1:2    | X       | 1:0                  | 3:0   | 3:2     | 2:1         |
| Bośnia i Hercegowina | 1:3    | 1:2     | X                    | 2:0   | 1:1     | 1:0         |
| Litwa                | 0:4    | 0:0     | 4:2                  | X     | 1:2     | 0:0         |
| Estonia              | 0:2    | 0:0     | 1:4                  | 1:2   | X       | 5:0         |
| Wyspy Owcze          | 0:1    | 1:1     | 2:2                  | 0:1   | 0:2     | X           |

## Wyniki
Wszystkie godziny podane na czas środkowoeuropejski
| 4 czerwca 1998 18:15 | Estonia · Viikmäe 13' · Reim 43' (k.) · Terehhov 77' · Oper 87' · Kirs 90' | 5:0(2:0)Raport | Wyspy Owcze | Stadion Kadriorg, Tallinn Widzów: 1 500 Sędzia: Martin Ingvarsson |
|                      |                                                                            |                |             |                                                                   |

| 19 sierpnia 1998 20:30 | Bośnia i Hercegowina · Baljić 66' | 1:0(0:0)Raport | Wyspy Owcze | Stadion im. Asima Ferhatovicia Hasego, Sarajewo Widzów: 28 000 Sędzia: Tomasz Mikulski |
|                        |                                   |                |             |                                                                                        |

| 5 września 1998 15:00 | Litwa | 0:0(0:0)Raport | Szkocja | Žalgiris Stadion, Wilno Widzów: 4 000 Sędzia: Constantin Zotta |
|                       |       |                |         |                                                                |

| 5 września 1998 20:30 | Bośnia i Hercegowina · Barbarez 74' | 1:1(0:1)Raport | Estonia · 28' (sam.) Hibić | Stadion im. Asima Ferhatovicia Hasego, Sarajewo Widzów: 14 750 Sędzia: Charles Agius |
|                       |                                     |                |                            |                                                                                      |

| 6 września 1998 16:00 | Wyspy Owcze | 0:1(0:0)Raport | Czechy · 87' Šmicer | Tofta Leikvøllur, Toftir Widzów: 2 589 Sędzia: Juha Hirviniemi |
|                       |             |                |                     |                                                                |

| 10 października 1998 16:00 | Szkocja · Dodds 70', 85' · Hohlov-Simson 79' (sam.) | 3:2(0:1)Raport | Estonia · 35' Hohlov-Simson · 76' Smirnov | Tynecastle Stadium, Edynburg Widzów: 16 930 Sędzia: Joaquim Bento Marques |
|                            |                                                     |                |                                           |                                                                           |

| 10 października 1998 17:45 | Bośnia i Hercegowina · Topić 88' | 1:3(0:1)Raport | Czechy · 12' Baranek · 58' Šmicer · 90' Kuka | Stadion im. Asima Ferhatovicia Hasego, Sarajewo Widzów: 32 000 Sędzia: Domenico Messina |
|                            |                                  |                |                                              |                                                                                         |

| 10 października 1998 19:00 | Litwa | 0:0(0:0)Raport | Wyspy Owcze | Žalgiris Stadion, Wilno Widzów: 1 500 Sędzia: Charles Schaack |
|                            |       |                |             |                                                               |

| 14 października 1998 17:00 | Czechy · Nedvěd 8' · Berger 20', 38' · Meet 45' (sam.) | 4:1(4:0)Raport | Estonia | Na Stínadlech, Teplice Widzów: 13 123 Sędzia: Eyjólfur Ólafsson |
|                            |                                                        |                |         |                                                                 |

| 14 października 1998 19:00 | Litwa · Ivanauskas 10', 67', 75' · Baltušnikas 90' | 4:2(1:1)Raport | Bośnia i Hercegowina · 5' Konjić · 69' Baljić | Žalgiris Stadion, Wilno Widzów: 2 000 Sędzia: Manfred Schüttengruber |
|                            |                                                    |                |                                               |                                                                      |

| 14 października 1998 19:00 | Szkocja · Burley 21' · Dodds 44' | 2:1(2:0)Raport | Wyspy Owcze · 85' (k.) Petersen | Pittodrie Stadium, Aberdeen Widzów: 18 517 Sędzia: Kostas Kapitanis |
|                            |                                  |                |                                 |                                                                     |

| 27 marca 1999 16:00 | Czechy · Horňák 10' · Berger 74' (k.) | 2:0(1:0)Raport | Litwa | Na Stínadlech, Teplice Widzów: 14 658 Sędzia: Atilla Juhos |
|                     |                                       |                |       |                                                            |

| 31 marca 1999 16:00 | Litwa · Fomenka 83' | 1:2(0:0)Raport | Estonia · 49', 77' Terehhov | Žalgiris Stadion, Wilno Widzów: 2 000 Sędzia: Alfredo Trentalange |
|                     |                     |                |                             |                                                                   |

| 31 marca 1999 21:00 | Szkocja · Jess 68' | 1:2(0:2)Raport | Czechy · 27' (sam.) Elliott · 35' Šmicer | Celtic Park, Glasgow Widzów: 44 513 Sędzia: Kim Milton Nielsen |
|                     |                    |                |                                          |                                                                |

| 5 czerwca 1999 18:00 | Wyspy Owcze · Hansen 90' | 1:1(0:1)Raport | Szkocja · 38' Johnston | Tofta Leikvøllur, Toftir Widzów: 4 100 Sędzia: Philippe Kalt |
|                      |                          |                |                        |                                                              |

| 5 czerwca 1999 19:00 | Estonia | 0:2(0:1)Raport | Czechy · 45' Berger · 84' Koller | Stadion Kadriorg, Tallinn Widzów: 2 925 Sędzia: Juan Ansuátegui Roca |
|                      |         |                |                                  |                                                                      |

| 5 czerwca 1999 20:30 | Bośnia i Hercegowina · Kodro 25' (k.) · Bolić 90' | 2:0(1:0)Raport | Litwa | Stadion im. Asima Ferhatovicia Hasego, Sarajewo Widzów: 6 100 Sędzia: Arturo Daudén Ibáñez |
|                      |                                                   |                |       |                                                                                            |

| 9 czerwca 1999 18:00 | Estonia · Oper 8' | 1:2(1:0)Raport | Litwa · 51' Ramelis · 56' Maciulevičius | Stadion Kadriorg, Tallinn Widzów: 1 500 Sędzia: Hermann Albrecht |
|                      |                   |                |                                         |                                                                  |

| 9 czerwca 1999 20:00 | Wyspy Owcze · Arge 38', 49' | 2:2(1:1)Raport | Bośnia i Hercegowina · 13', 51' Bolić | Tofta Leikvøllur, Toftir Widzów: 4 800 Sędzia: Peter Jones |
|                      |                             |                |                                       |                                                            |

| 9 czerwca 1999 20:30 | Czechy · Řepka 65' · Kuka 75' · Koller 88' | 3:2(0:1)Raport | Szkocja · 30' Ritchie · 63' Johnston | Letenský Stadion, Praga Widzów: 21 000 Sędzia: Hellmut Krug |
|                      |                                            |                |                                      |                                                             |

| 4 września 1999 18:00 | Wyspy Owcze | 0:2(0:0)Raport | Estonia · 88' Reim · 90' Piiroja | Tórsvøllur, Thorshavn Widzów: 2 300 Sędzia: Edo Trivković |
|                       |             |                |                                  |                                                           |

| 4 września 1999 18:00 | Litwa | 0:4(0:0)Raport | Czechy · 60', 63' Nedvěd · 66', 90' Koller | Žalgiris Stadion, Wilno Widzów: 4 500 Sędzia: Jacek Granat |
|                       |       |                |                                            |                                                            |

| 4 września 1999 20:30 | Bośnia i Hercegowina · Bolić 23' | 1:2(1:2)Raport | Szkocja · 13' Hutchison · 45' Dodds | Stadion im. Asima Ferhatovicia Hasego, Sarajewo Widzów: 26 000 Sędzia: Nikołaj Lewnikow |
|                       |                                  |                |                                     |                                                                                         |

| 8 września 1999 17:00 | Estonia | 0:0(0:0)Raport | Szkocja | Stadion Kadriorg, Tallinn Widzów: 4 000 Sędzia: Fritz Stuchlik |
|                       |         |                |         |                                                                |

| 8 września 1999 18:00 | Wyspy Owcze | 0:1(0:0)Raport | Litwa · 55' Ramelis | Tórsvøllur, Thorshavn Widzów: 680 Sędzia: Eric Romain |
|                       |             |                |                     |                                                       |

| 8 września 1999 20:30 | Czechy · Koller 26' · Berger 59' (k.) · Poborský 67' | 3:0(1:0)Raport | Bośnia i Hercegowina | Na Stínadlech, Teplice Widzów: 10 125 Sędzia: Karl Nilsson |
|                       |                                                      |                |                      |                                                            |

| 5 października 1999 21:00 | Szkocja · Collins 26' | 1:0(1:0)Raport | Bośnia i Hercegowina | Ibrox Stadium, Glasgow Widzów: 30 574 Sędzia: Leif Sundell |
|                           |                       |                |                      |                                                            |

| 9 października 1999 15:00 | Szkocja · Hutchison 48' · McSwegan 50' · Cameron 89' | 3:0(0:0)Raport | Litwa | Hampden Park, Glasgow Widzów: 22 059 Sędzia: Stéphane Bré |
|                           |                                                      |                |       |                                                           |

| 9 października 1999 16:00 | Estonia řř · Oper 4' | 1:4(1:1)Raport | Bośnia i Hercegowina · 42', 57', 67', 87' Baljić | Stadion Kadriorg, Tallinn Widzów: 800 Sędzia: Roelof Luinge |
|                           |                      |                |                                                  |                                                             |

| 9 października 1999 20:15 | Czechy · Koller 12' · Verbíř 84' | 2:0(1:0)Raport | Wyspy Owcze | Letenský Stadion, Praga Widzów: 21 632 Sędzia: Marcel Lică |
|                           |                                  |                |             |                                                            |